# Seznam kardinálů zemřelých v 15. století
Toto je neúplný seznam kardinálů zemřelých v 15. století:
- Giovanni Dominici († 10. června 1419)

- Jean Franczon kardinál Allarmet de Brogny (1342 – 16. února 1426)
- Jan XII. Železný († 9. října 1430)
- Guillaume kardinál de Montfort († 27. září 1432)
- Niccolò Albergati (1373 – 9. května 1443)
- Alberto kardinál Alberti († 11. srpna 1445)
- Francesco kardinál Condulmer (1410 – 30. října 1453)
- Pierre kardinál de Foix OFM (1386 – 13. prosince 1464)
- Dénes kardinál Szécsi (1400 – 1. února 1465)
- Burkhard kardinál von Weißpriach (1421 – 16. února 1466)
- Juan kardinál de Torquemada OP (1388 – 26. září 1468)
- Peter kardinál von Schaumberg (22. února 1388 – 12. dubna 1469)
- Juan kardinál Carvajal (1399 – 6. prosince 1469)
- Basilius kardinál Bessarion (2. ledna 1403 – 18. listopadu 1472)
- Latino kardinál Orsini (1410 – 11. srpna 1477)
- Cosma kardinál Orsini OSB (1420 – 21. listopadu 1481)
- Georg kardinál von Hessler (1427 – 21. září 1482)
- Guillaume kardinál d'Estouteville OSB (1403 – 22. ledna 1483)
- Thomas kardinál Bourchier (1412 – 30. března 1486)
- Marco kardinál Barbo (1420 – 2. března 1491)
- Jean kardinál Balue (1421 – 5. října 1491)
- Ardicino kardinál della Porta mladší (1434 – 4. února 1493)
- Giovanni kardinál Conti (1414 – 20. října 1493)
- Juan kardinál de Borja Llançol de Romaní mladší (1470 – 17. ledna 1500)
- John kardinál Morton (1420 – 15. září 1500)